# Galium exaltatum
Galium exaltatum är en måreväxtart som beskrevs av Franz Xaver Krendl. Galium exaltatum ingår i släktet måror, och familjen måreväxter. Inga underarter finns listade i Catalogue of Life.